# Hermann Masius

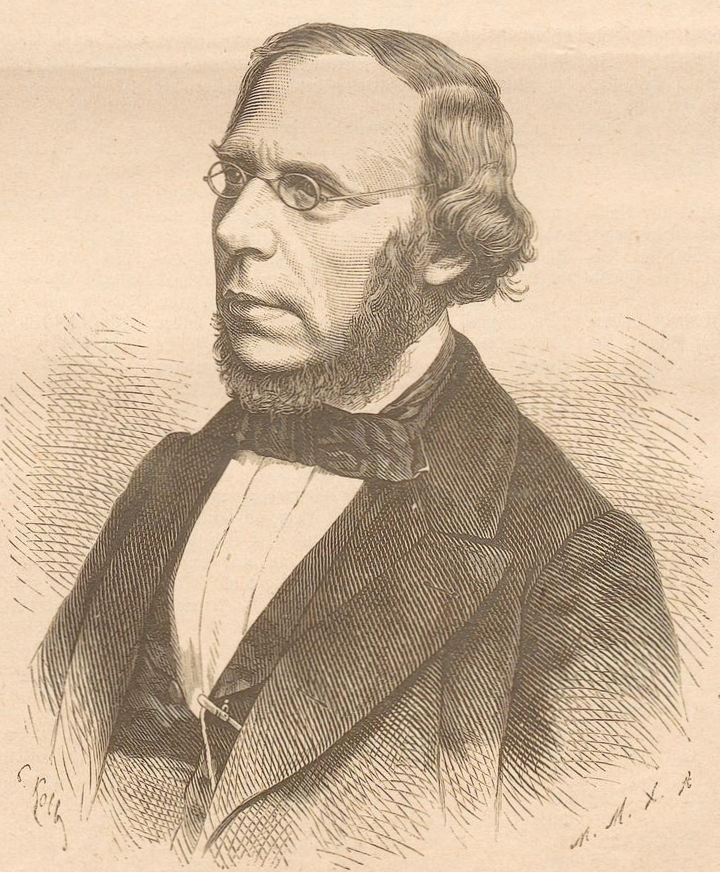
Hermann Masius.

Karl Wilhelm Hermann Masius, född den 7 januari 1818 i Trebnitz, död den 22 maj 1893 i Leipzig, var en tysk pedagog.
Masius, som 1862 blev professor i pedagogik i Leipzig, är mest känd genom sin i Tyskland vitt spridda tyska läsebok för högre läroverk (1890). Av hans andra arbeten kan nämnas Naturstudien (2 band, 1852, I, 10:e upplagan 1899; II, 3:e upplagan 1899) och Die gesammten Naturwissenschaften (3 band, 3:e upplagan 1873–1877). Hans av Gustaf Lindström översatta och bearbetade "Djurriket" (3 delar, 1863–1864) hade på sin tid stor användning som zoologisk läsebok i svenska skolor. Från 1863 redigerade han tillsammans med Fleckeisen Jahnsche Jahrbücher für Philologie und Pädagogik.